# Niko Kranjčar
Niko Kranjčar (født 13. august 1984 i Zagreb, Jugoslavien) er en kroatisk fodboldspiller, der spiller som midtbanespiller. Han har gennem karrieren været tilknyttet blandt andet Portsmouth, Tottenham, Dynamo Kiev, Dinamo Zagreb og Hajduk Split.
Kranjčar har vundet det kroatiske mesterskab med både Dinamo Zagreb og Hajduk Split. Karrierens største triumf kom dog i 2008, hvor han med Portsmouth F.C. var med til at vinde FA Cuppen efter finalesejr over Cardiff City F.C.

## Landshold
Kranjčar nåede 81 kampe og 16 scoringer for Kroatiens landshold, som han debuterede for den 18. august 2004 i et opgør mod Israel. Han har efterfølgende repræsenteret sit land til både VM i 2006 og EM i 2008.